# 懷茨伯勒 (紐約州)
懷茨伯勒（英語：Whitesboro）是位於美國紐約州奧奈達縣的村。

## 人口
根據2020年美國人口普查的數據，懷茨伯勒的面積為2.72平方千米，皆為陸地。當地共有人口3612人，而人口密度為每平方千米1,328人。